# British Watercolours
Die British Watercolours (deutsch: britische Aquarellmalerei) umfasst eine wichtige epochenübergreifende Maltechnik, die vom Klassizismus, Romantik über den Realismus bis zum Vor-Impressionismus ihre Blütezeit hatte. Sie dauerte etwa von 1750 bis 1900.

## Allgemeines
Aquarellfarbe besteht aus pulverisierten, in Wasser löslichen Pigmenten. Sie hebt sich von dem kräftigen Impasto und der Lasierung der Ölmalerei wesentlich ab.
Das auf die Bildoberfläche auftreffende Licht dringt auf den weißen Malgrund in das Papier durch. Es wird auf demselben Wege zurückgeworfen. Die Farbe wird dadurch aufgehellt. In der Malerei spricht man daher von einer gewissen Leichtigkeit, von ihrem frischen, natürlichen Charakter – diese Wirkung ist schon seit dem 16. Jahrhundert bekannt. Genau diese sich hieraus entwickelnde Atmosphäre ist ihr Wesensmerkmal – am bekanntesten aus dieser Periode sind die Gemälde von Joseph Mallord William Turner. Hinzu kam der Vorteil, dass im Gegensatz zur Öltechnik mit ihren Trocknungsphasen und der abschließenden Oberflächenkonservierung nach dem letzten Pinselstrich das Bild fertig war.

## Anwendung und Verbreitung
Obwohl im Mittelalter schon in ganz Europa für die Illustrationen von Büchern bekannt, geriet diese Technik fasst in Vergessenheit. Die Wasserfarben wurden dann nachweislich erstmals von Albrecht Dürer und Rembrandt van Rijn für die Erstellung von Skizzen ihrer späteren Gemälde angewandt. Im frühen siebzehnten Jahrhundert wurde diese Technik von britischen Malern für Landschaftsbilder genutzt. Auch kopierten britische Wasserfarbenmaler Ölgemälde – am bekanntesten ist der deutsche Maler Philip Hackert (1737–1807). Zu den Reisenden jener Zeit zählten auch Richard Payne, Charles Gore und Thomas Hearne, John Robert Conzen und Pauls Sandby. Sie standen für eine Verfeinerung der Maltechnik, wohingegen J.M.W. Turner zum Visionisten aufstieg. Auf dem Kontinent kam dieser Technik nicht dieselbe Bedeutung zu, zumal man dort mehr zur Öltechnik neigte.
Bereits von 1777 an arbeitete der Maler und Dichter William Blake mit Wasserfarben, zu einer Zeit, als diese Arbeitsweise noch nicht sehr geschätzt war. Seine Illustrationen zu Dantes Göttlicher Komödie, 1824 bis 1827, zeigten ihn auf der Höhe seiner Kunstfertigkeiten.
Zu Beginn des 19. Jahrhunderts wuchs die Zahl der Wasserfarbenmaler. Sie organisierten sich in gemeinsamen Ausstellungen. Allerdings sind viele Gemälde wegen der schlecht angemischten Pigmente verloren gegangen. Die Bilder in der Wasserfarbentechnik wurden nun zusehends größer und bekamen den gleichen Stellenwert wie Ölgemälde.
Nach Waterloo und dem Ende der Kontinentalsperre entdeckten reiselustige britische Maler die Schönheit und Faszination europäischer Landschaften von Calais bis zum Mittelmeer und schufen Abbilder davon. Hier spricht man auch von einem „Britischen Charakter“ in der Art der Darstellung. Diese Maler werden auch als die neue Generation bezeichnet. Hierzu zählen Namen wie Joseph Mallord William Turner, Samuel Prout, William James Müller, und John Augustus Atkinson.
Ihre Art der Darstellung fing die Geschwindigkeit und die Dynamik des Geschehens und die Naturgewalten von Wolken und Wind sowie die Kraft des Wassers ein. Auch wurden der Mensch und seine Arbeit thematisiert. Nun ging man in der Darstellung dazu über, die Konturen zu verwischen und die Farbgebung dem Charakter anzupassen. Im Gegensatz hierzu wurden von einigen Malern die chromatographischen Effekte verfeinert und damit eine Wirkung erzielt, die der Ölmalerei sehr nahe kommt.
Die Wasserfarbentechnik wurde zusehends für Landkartenkolorierung, Karikaturen und Figurendarstellung herangezogen. Um 1850 trat Fotografie in den Vordergrund. Durch Wanderausstellungen und Museen versuchte man diese Kunst an das breite Publikum heranzuführen. Die Britische Watercolour Society besteht weiterhin fort, sie pflegt ihre über 260 Jahre anhaltende Tradition.

## Bonington und sein Wirken in Frankreich
Der in Frankreich am bekanntesten seiner Art war Richard Parkes Bonington. Er hatte seine zweite Lebenshälfte in Frankreich zugebracht und war bis zum Mittelmeer nach Venedig gereist. 1824 gewann er neben seinem Landsmann und Öl- und Wasserfarbenmaler John Constable die Goldmedaille beim Salon im Louvre. Dies hatte weitreichende Auswirkung. Zunächst wurde sein schon nahezu impressionistischer Malstil sehr beachtet. Beide Maler waren wegen ihrer Freilichtmalerei berühmt. Die französischen Maler Paul Huet und Eugène Delacroix hatten ihn schon 1816 kennengelernt. Der letzte Anstoß sollte dann wiederum von der Ölmalerei eines John Constable ausgehen. Diese beiden Impulse alleine genügten, die Schule von Barbizon entstehen zu lassen, welche dann der Wegbereiter für den Impressionismus sein sollte. Auch in England sollte Bonington viele Nachahmer seiner leichten und luftigen Art der Darstellung finden.

## Old Watercolour Society
Im Jahre 1804 erfolgte die Gründung der Watercolour Society. Von Kunsthistorikern wird sie gerne als „Englische Wasserfarbenschule“ bezeichnet. Das mag der Versuch einer begrifflichen Zusammenfassung sein, trifft es aber nicht im Kern. So bekannte Namen wie Blake, Constable, Conzen und Turner, fester Bestandteil des damaligen Geschehens, erstellten ihre Gemälde außerhalb der Einflusssphäre der Watercolour Society. Für viele junge Künstler war die Wasserfarbentechnik neu und ihr Potential war auch groß und wurde eben von dieser Gesellschaft angezogen.

## Liste ausgewählter britischer Wasserfarbenmaler
Dabei handelt es sich nicht  nur um solche, die sich der Wasserfarbenmalerei bedient hatten, sondern es sind auch solche Künstler mitaufgenommen worden, die in der Tafelmalerei nach der Ölfarbentechnik gearbeitet hatten:
| - William Alexander (1767–1816) - Sir Lawrence Alma-Tadema, gebürtiger Niederländer (1836–1912) - John Augustus Atkinson (etwa 1775 – etwa 1833) - George Barret, Sr. (1728/1732–1784) - William Blake (1757–1827) - Richard Parkes Bonington (1802–1828) - George Price Boyce (1826–1897) - Edward Francis Burney (1760–1848) - William Paton Burton (1823–1883) - William Callow (1812–1908) - Frederick Catherwood (1799–1854) - George Chambers (1803–1840) - Thomas Creswick (1811–1869) - Robert Cleveley (1747–1809) - John Constable (1776–1837) - John Sell Cotman (1782–1842) - David Cox, Sr. (1783–1859) - John Robert Cozens (1752–1797) - Joshua Cristall (1768–1847) - Francis Danby (1793–1861) - Thomas Danby (1821–1886) - Edward Dayes (1763–1804) - William Burges of Dover (1805–1861) - Edward Duncan (1803–1882) - William Evans of Eaton (1798–1877) - Francis Oliver Finch (1802–1862) - François Louis Thomas Francia (1772–1839) - John Fulleylove (1845–1908) - Thomas Girtin (1775–1802) - Charles Gore (1729–1807) - Samuel Hieronymous Grimm (1733–1794) - Thomas Hearne (1744–1817) - Robert Hills (1769–1844) - William Henry Hunt (1790–1864) - James Holland (1800–1870) - Julius Caesar Ibbetson (1759–1817) | - John William Inchbold (1830–1888) - Thomas Jones (1742–1803) - Wiliam Joy (1803–1876) - Edward Lear (1812–1888) - William Leighton Leitch (1804–1883) - John Frederick Lewis (1805–1876) - John Linnell (1792–1882) - William Marlow (1740–1813) - Henry Moore (1831–1895) - William James Müller (1812–1845) - Samuel Owen (1768–1857) - Samuel Palmer (1805–1881) - William Pars (1742–1782) - Samuel Prout (1783–1852) - David Roberts (1796–1864) - Thomas Rowlandson (1756–1827) - John Ruskin (1890–1900) - Paul Sandby (1731–1809) - Georg Johann Scharf (1788–1860) - William Simpson (1823–1899) - Jonathan Skelton (ca. 1735–1759) - John „Warwick“ Smith (1749–1831) - Thomas Stothard (1755–1834) - William Travener (1703–1772) - Francis Towne (1739/40 – 1816) - William Turner of Oxford (1789–1862) - Joseph Mallord William Turner (1775–1851) - Thomas Richard Underwood (1772–1835) - John Varley (1778–1842) - Cornelius Varley (1781–1873) - William Frederik Wells (1764–1836) - Richard Westall (1765–1836) - Francis Wheatley (1747–1801) - Hugh William Williams (1773–1829) - Peter De Wint (1784–1849) |